# Louise Johansson
Louise Anna Johansson, född 30 januari 1986 i Kungälv, är en svensk kock, matstylist och kokboksförfattare. Hennes genomslag kom efter att ha vunnit första säsongen av tävlingen Sveriges mästerkock 2011. Därefter har hon ställt upp i Årets kock 2019 och 2021, där hon hamnade på sjunde respektive tredje plats. Johansson vann även, som första kvinna, 2022 års upplaga av tävlingen Kockarnas kamp.